# 宿屋嬶
『宿屋嬶]』（やどやかか）は、上方落語の演目。艶笑噺（ばれネタ）に属する。別題『宿屋陰門』（やどやぼぼ）。現行の演題は橘ノ圓都が付けたとされる。
旅館で、店主夫婦の夜の営みの声に閉口した男性客が、店主の妻に自分の相手をさせろと要求して妻がそれに応じ、客が何日も夜をともにすることに今度は店主が文句を言うという内容。宇井無愁は「非公開のバレ」と記している。初代森乃福郎の口演が音源として市販されている。

## あらすじ
※以下、宇井無愁『落語の根多 笑辞典』の内容に準拠する。
二階に通された宿屋の贔屓の客が、階下での主人夫婦の夜の営みの声に眠れず、翌日「あんたとこの嫁はん一晩1両で貸してくれ」と主人に頼み込む。主人は驚いたが、妻は同意して、1両を払った客と同衾する。
次の日は3両、また次の日は5両と金額を上げても客は同衾をやめようとしない。さすがに主人も「それは困る」と持ちかけ、「そないに気に入りましたか」と訊くと、「気に入ったどころやないが、一つ不満がある。聞いてるときにはよう泣いてくれるのに、一緒やとちょっとも泣いてくれへん。そやから今夜はぜひ泣かせたい」という。すると主人「そらあきまへん。あれ、わたいでんねん」。